# Lockheed L-1011 TriStar
Il Lockheed L-1011 TriStar (la pronuncia della sigla è "dieci-undici") è un aereo di linea trimotore a fusoliera larga sviluppato dall'azienda aeronautica statunitense Lockheed Corporation nei tardi anni sessanta.
Commercializzato dai primi anni settanta, il TriStar si inserì nella stessa fascia di mercato del Boeing 747 e del McDonnell Douglas DC-10: erano infatti i primi tre aerei a fusoliera larga (wide-body), con capacità che superava i 300 passeggeri. Tra il 1968 e il 1984 la Lockheed costruì un totale di 250 esemplari; gli ultimi prodotti hanno volato fino all'inizio degli anni '10 del XXI secolo.

## Storia del progetto
Nel 1966 la American Airlines sottopose a diverse industrie aeronautiche statunitensi la richiesta di un aereo più piccolo del Boeing 747, ma comunque in grado di trasportare molti passeggeri per destinazioni come Londra o l'America meridionale partendo dagli hub della compagnia a Dallas e New York.
La risposta della Lockheed Corporation fu l'L-1011 TriStar, un aereo a doppio corridoio interno, bassa rumorosità, migliore affidabilità ed efficienza, mentre la McDonnell Douglas rispose con il DC-10, un progetto simile al TriStar, specie nella scelta dell'adozione di tre motori.
La denominazione interna della Lockheed per questo progetto era L-093.
La American Airlines scelse infine il DC-10, anche se aveva mostrato un certo interesse per il TriStar e sembrava prossima all'acquisto. Questo comportamento della compagnia era dovuto al fatto che voleva convincere la McDonnell Douglas ad abbassare il prezzo per il DC-10, cosa che poi in effetti fece.
Senza il supporto dell'American Airlines, il TriStar venne quindi lanciato grazie agli ordini della TWA e della Eastern Air Lines.
Anche se la progettazione del TriStar era contemporanea a quella del DC-10, la Lockheed venne battuta sul tempo dalla McDonnell Douglas a causa dei ritardi nella consegna dei motori. I motori erano i turboventola RB211 della Rolls-Royce, ma lo sviluppo di questo motore portò l'azienda quasi al fallimento e l'assemblaggio finale dell'L-1011 si fermò: a quel punto però era troppo tardi per cambiare i motori (c'erano in lista anche la General Electric e la Pratt & Whitney). Il governo britannico non avrebbe approvato gli aiuti statali per risollevare la Rolls-Royce finché quello statunitense non avesse garantito gli introiti derivati dal contratto con la Lockheed Corporation. L'accordo fu approvato e il finanziamento che risollevò la Rolls-Royce venne da banche statunitensi. A seguito dei ritardi sul programma, anche la Lockheed si trovò in difficoltà e fu costretta a chiedere aiuti governativi. A causa di questi ritardi, il DC-10 monopolizzò le vendita di aerei di questa classe per 5 anni a danno del TriStar.
Progettato per trasportare al massimo 400 passeggeri, il TriStar utilizzava un'insolita formula propulsiva per aerei di questa dimensione: due motori sotto le ali e un terzo posto sotto la deriva, anche se il progetto originale prevedeva solo due motori.
Costruito nelle fabbriche della Lockheed a Burbank e Palmdale, California, il TriStar risentì molto della competizione con il Boeing 747, e ancora di più di quella con il DC-10 (e più tardi del successivo MD-11), molto più simile nel progetto.
Il TriStar ottenne un record di sicurezza migliore del DC-10, e la TWA lo indicò come uno degli aeroplani più sicuro al mondo, mentre proprio in quel periodo venivano sollevati dei dubbi sulla sicurezza del DC-10, impiegato soprattutto dalle compagnie rivali. Comunque la McDonnell Douglas riuscì a vendere il doppio degli esemplari del TriStar, anche a causa dei problemi al motore e dei conseguenti ritardi che quest'ultimo ha avuto; inoltre per il TriStar erano disponibili solo gli RB211, mentre sul DC-10 potevano essere montati motori sia della Pratt & Whitney che della General Electric.
Il prototipo volò per la prima volta il 16 novembre 1970 e il primo esemplare fu consegnato alla Eastern Air Lines il 26 aprile del 1972.
Nei primi anni settanta si soprannominò il TriStar "WhisperLiner" o "WhisperJet" ("Aereo di linea sussurrante" o "jet sussurrante") per via della sua silenziosità.
A metà degli anni settanta lo scandalo Lockheed portò alle dimissioni del primo ministro giapponese Tanaka Kakuei e dei massimi vertici aziendali: il costruttore statunitense aveva corrotto il governo giapponese per spingere la All Nippon Airways all'acquisto dei L-1011.
Nonostante tutti i problemi di sviluppo, i motori della Rolls-Royce mostrarono grandi qualità sia in termini di rendimento che di rumorosità e inquinamento ambientale: l'aereo era uno dei più silenziosi di quel periodo e non aveva emissioni visibili di fumo.
Nel 1981, a causa anche della recessione del settore, fu evidente che l'azienda non sarebbe riuscita a vendere abbastanza esemplari per recuperare le spese e il programma venne sospeso. La Lockheed avrebbe dovuto vendere 500 aerei per coprire le spese, ma il mancato raggiungimento di questo obiettivo rese il TriStar l'ultimo aereo commerciale dell'azienda ed uno degli investimenti meno redditizi.

### Produzione
- L-1011-1 163 esemplari
- L-1011-100 13 esemplari
- L-1011-200 24 esemplari
- L-1011-500 50 esemplari

Totale 250 esemplari

## Caratteristiche tecniche
Il TriStar era considerato tecnologicamente molto avanzato per la sua epoca. Oltre alla capacità di atterrare da solo, aveva un solo sistema DLC (Direct Lift Control) che permetteva un avvicinamento "morbido" in atterraggio e aveva quattro sistemi idraulici ridondanti, contro i tre del DC-10 e dell'MD-11.
La differenza più evidente tra il TriStar e il DC-10 è il modo in cui è montato il terzo motore; nel DC-10 è montato esternamente, mentre nel TriStar è integrato nella coda: la relativa presa d'aria è costituita da un condotto ad "S" (simile a quello del Boeing 727) per migliorare la silenziosità e la stabilità.
Fu il primo jet "wide-body" a ricevere la certificazione della FAA per l'atterraggio strumentale di categoria III, che permette all'aereo di atterrare anche in condizioni di totale assenza di visibilità. Teoricamente se l'aeroporto avesse l'equipaggiamento giusto potrebbe anche raggiungere da solo il terminal.

## Impiego operativo

### Impiego civile
La Delta Air Lines è stata la principale cliente, mentre la Cathay Pacific diventò la più grande operatrice non statunitense, avendo acquisito i 21 esemplari della Eastern Air Lines dopo la sua bancarotta.
La maggior parte delle compagnie lo hanno ritirato dal servizio; la Cathay li ha ritirati dal servizio nell'ottobre del 1996, sostituendoli con gli Airbus A330-300. La TWA ritirò il suo ultimo esemplare nel 1997, mentre la Delta nel 2001, rimpiazzandoli con il Boeing 767-400ER.
Il TriStar viene comunque impiegato da alcune piccole compagnie, specialmente in Africa e in Asia. La Thai Sjy Airlines avviò i collegamenti nel 2004 con una flotta composta da tre TriStar, anche se la maggior parte degli esemplari civili sono stati venduti per impiegarne i componenti come pezzi di riserva. Le ultime tre compagnie aeree ad operare l'L-1011 in servizio di linea sono state Brussels Airlines (codeshare con Hewa Bora Airways), Thai Sky Airlines e Lloyd Aereo Boliviano, con voli finali rispettivamente nell'agosto 2007, febbraio 2008 e maggio 2008. Negli anni successivi l'L-1011 è stato utilizzato da vettori start-up più piccoli, in particolare in Africa e in Asia. Questi operatori svolgevano la loro attività principalmente nei business charter.
Gli operatori civili del TriStar sono stati:

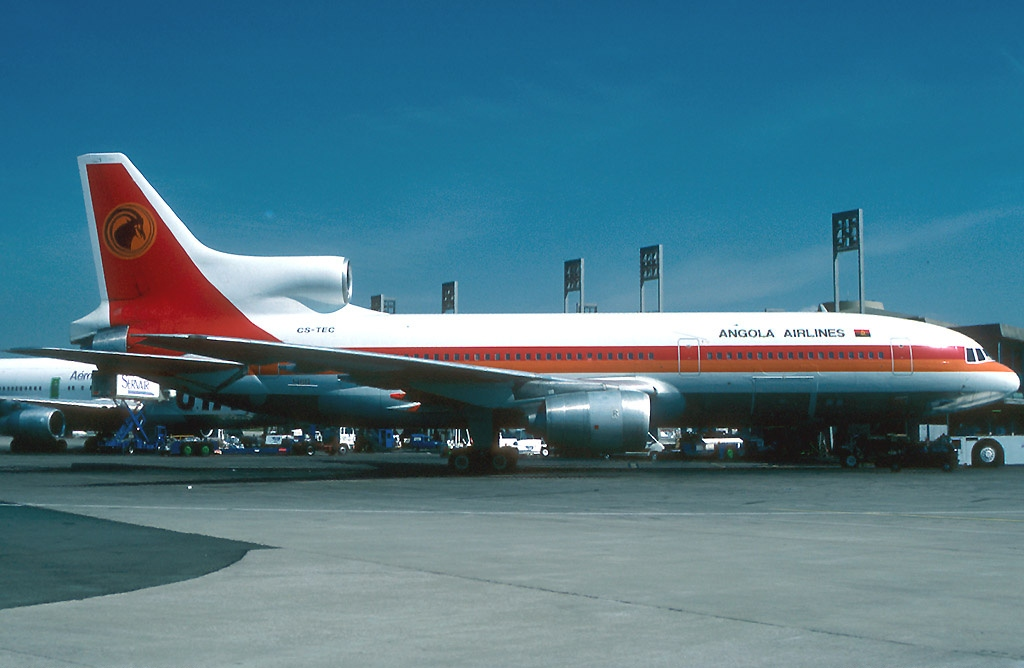
Lockheed L-1011-385-3 TriStar 500, TAAG Angola Airlines

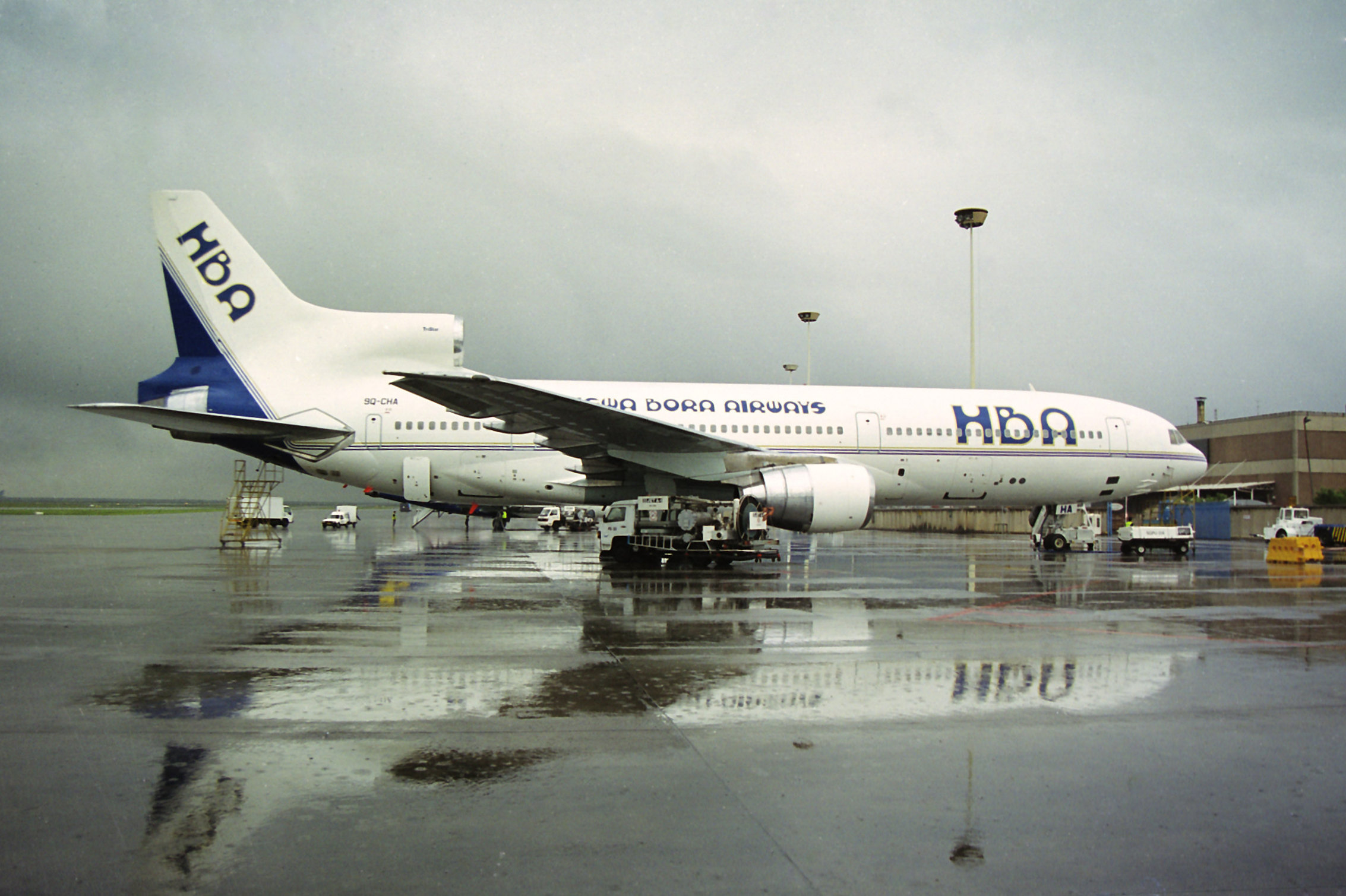
L1011-500 (9Q-CHA), Hewa Bora Airways

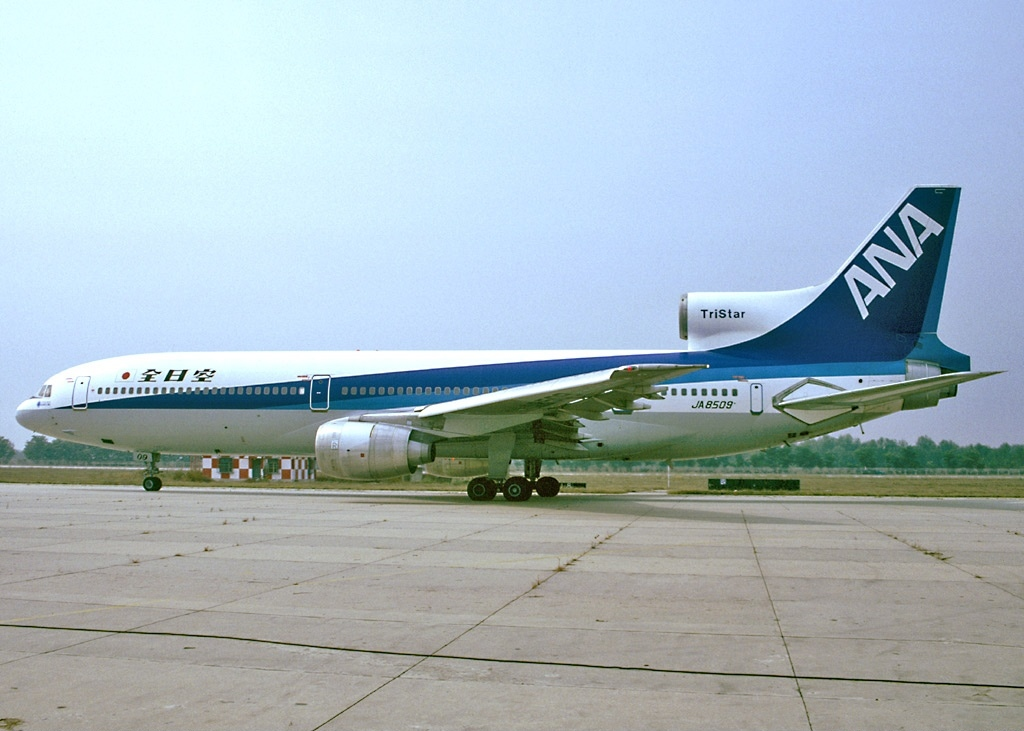
Lockheed L-1011-385-1 TriStar 1, All Nippon Airways

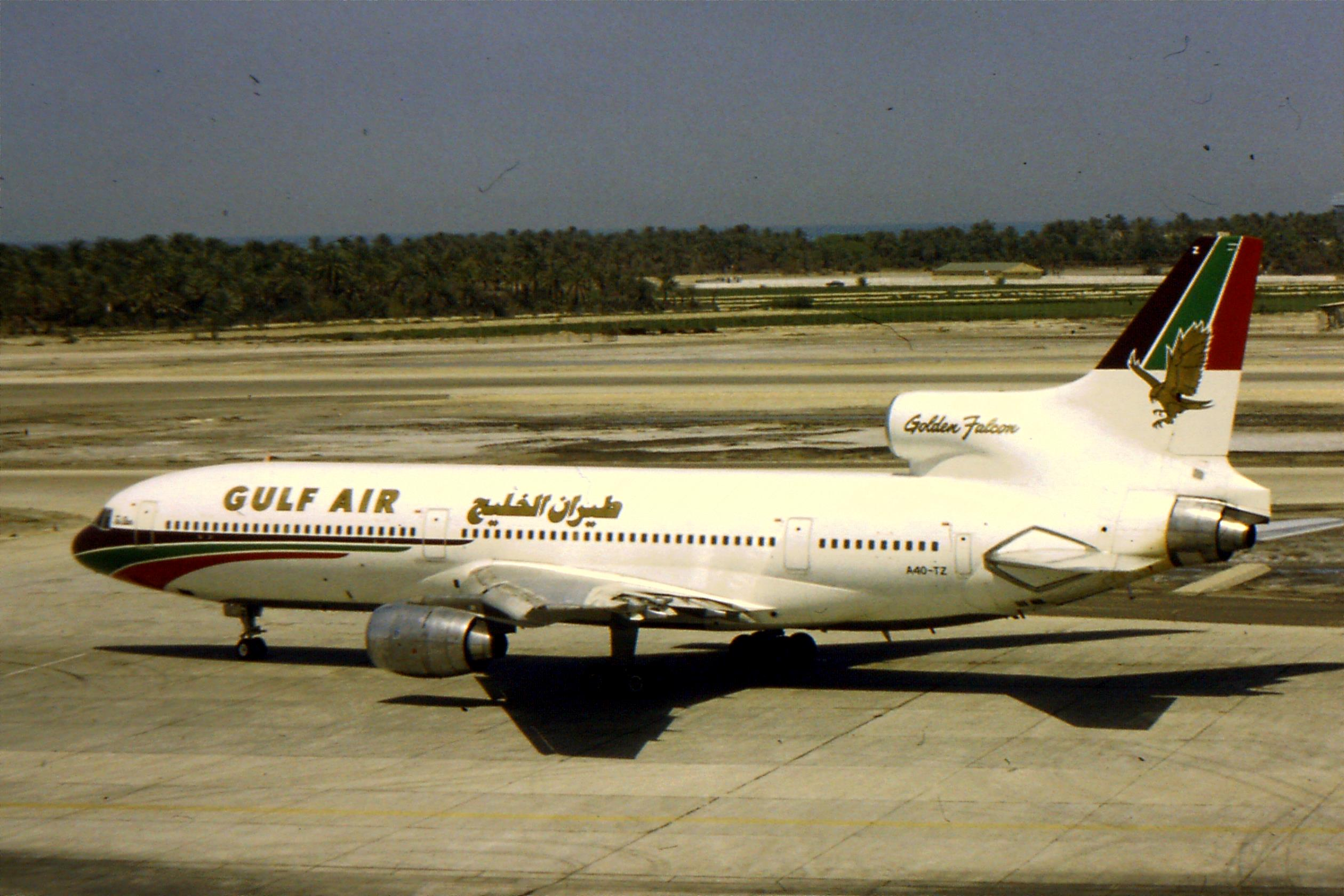
L-1011 Tristar (A40-TZ), Gulf Air

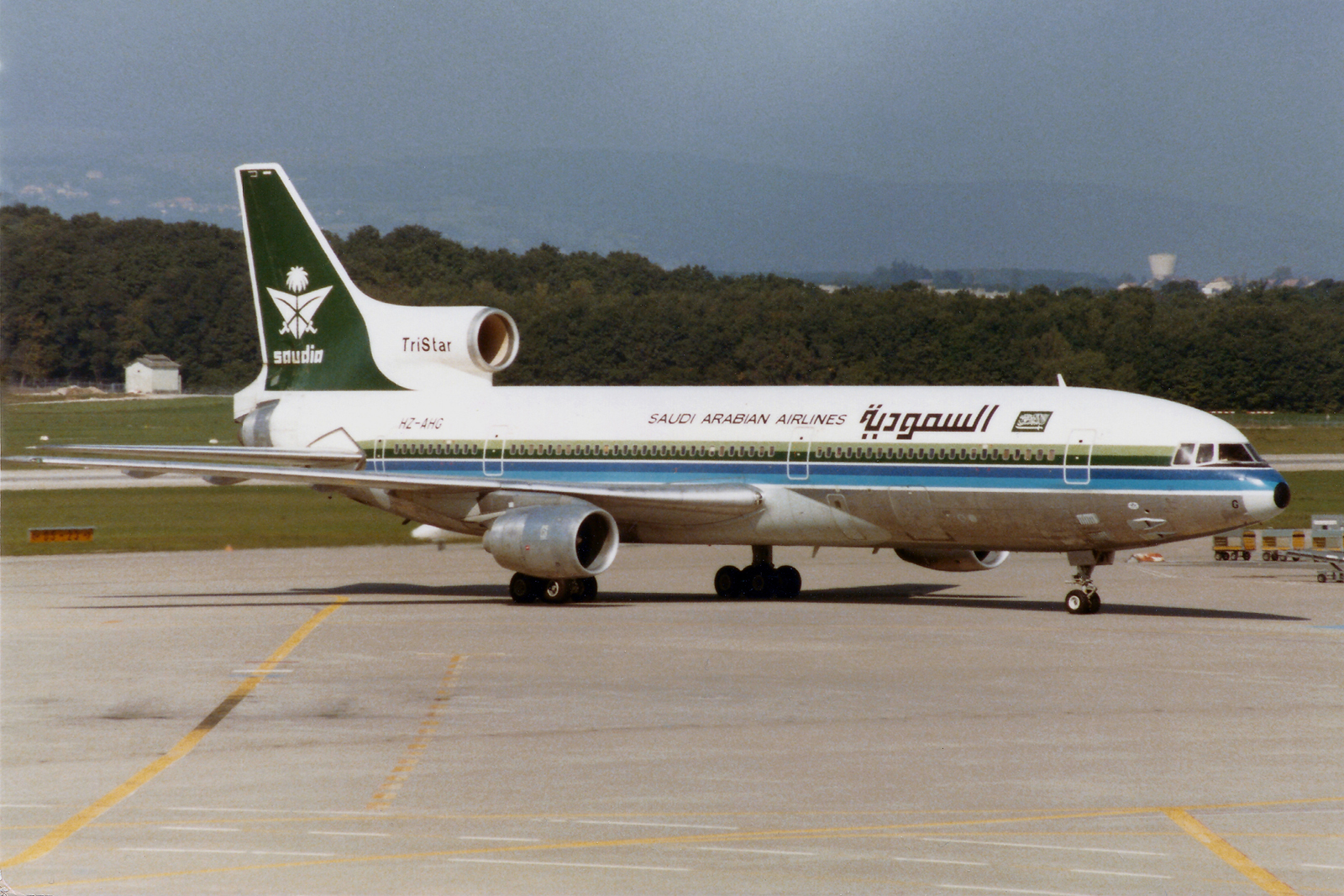
Lockheed L-1011-385-1-15 TriStar 200 (HZ-AHG), Saudi Arabian Airlines

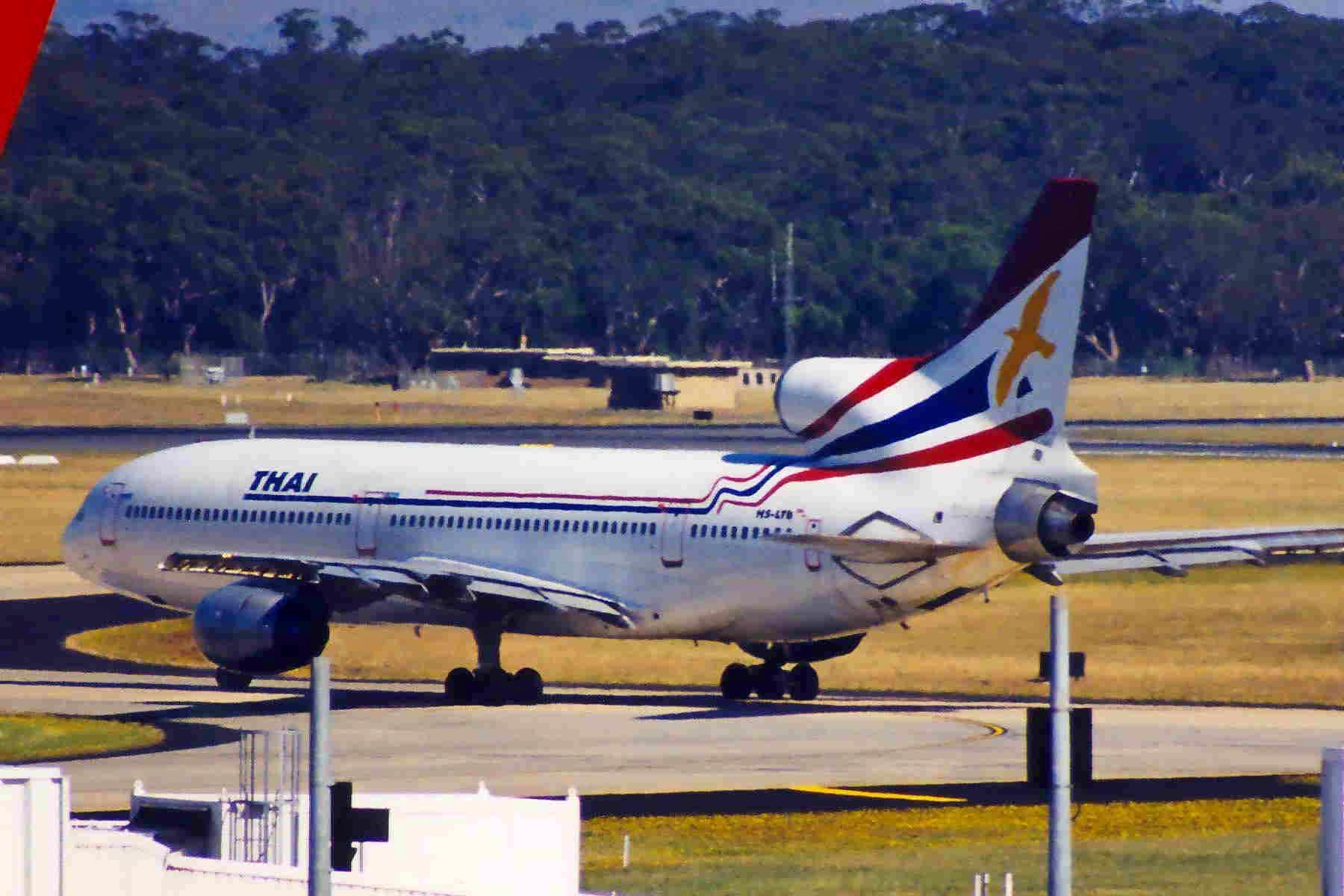
L-1011 Tristar 1 (HS-LTB), Orient Thai Airlines

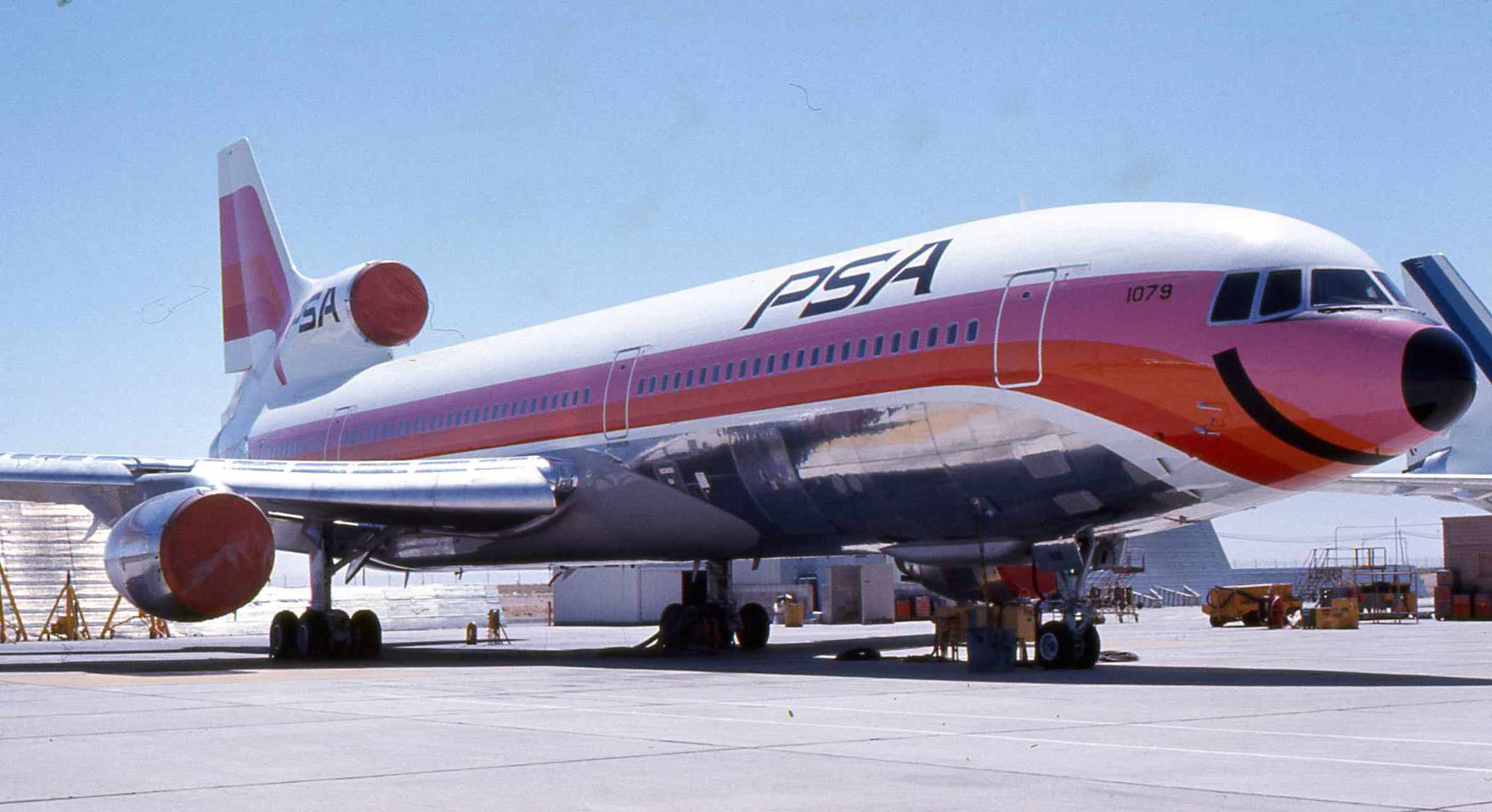
Lockheed L-1011 TriStar, Pacific Southwest Airlines

 Angola
- TAAG Angola Airlines

 Canada
- Air Canada
- Air Transat
- Royal Aviation
- Worldways Canada

 Francia
- Air France

 RD del Congo
- Hewa Bora Airways

 Germania
- LTU International

 Hong Kong
- Cathay Pacific Airways
- Dragonair

 Islanda
- Air Atlanta Icelandic

 Irlanda
- Aer Lingus

 Giappone
- All Nippon Airways

 Giordania
- Air Rum
- Privilege Jet Airlines
- Royal Jordanian Airlines
- Sky Gate International Aviation

 Libano
- Globe Jet

 Nigeria
- ADC Airlines

 Oman
- Gulf Air

 Perù
- AeroPerú
- Faucett

 Portogallo
- Air Portugal
- EuroAtlantic Airways
- Luzair

 Arabia Saudita
- Saudia

 Spagna
- Iberia

 Sri Lanka
- Air Lanka

 Svezia
- Air Sweden
- Blue Scandinavia
- Nordic East Airways
- Novair

 Thailandia
- Orient Thai Airlines

 Trinidad e Tobago
- BWIA West Indies Airways

 Regno Unito
- British Airtours
- British Airways
- Caledonian Airways
- Classic Airways
- Court Line

 Stati Uniti
- Air America
- American International Airlines
- American Trans Air
- Arrow Air
- Delta Air Lines
- Eastern Air Lines
- Fine Air
- Hawaiian Airlines
- Las Vegas Sands Corp.
- Orbital Sciences
- Pacific Southwest Airlines
- Pan American World Airways
- Rich International Airways
- Total Air
- United Airlines
- Trans World Airlines

### Lanci spaziali

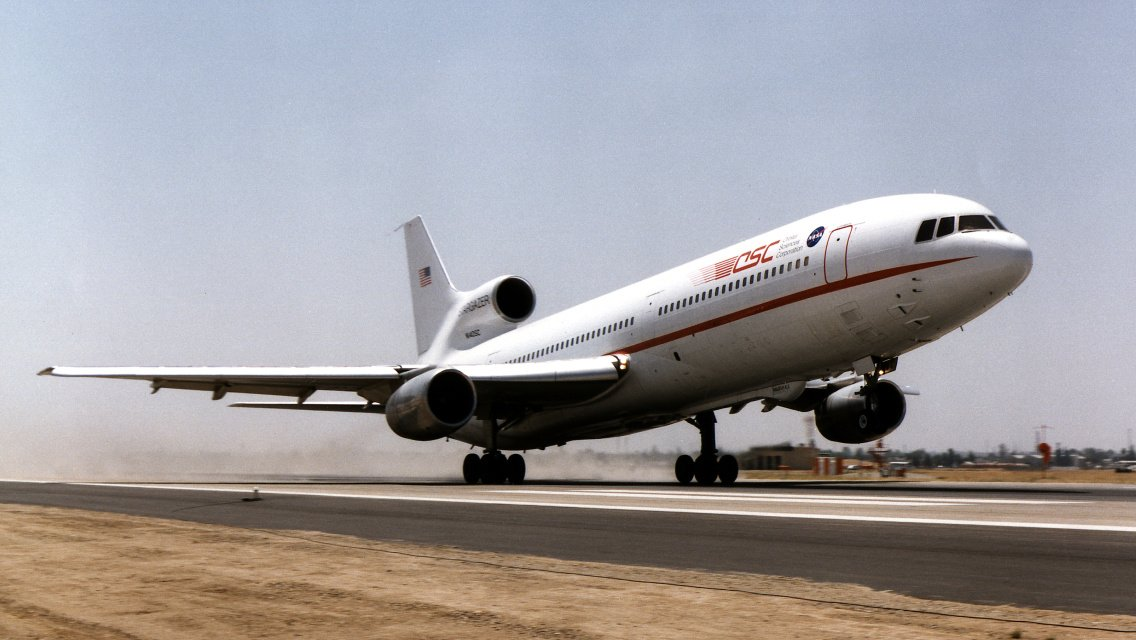
Un TriStar impiegato dalla NASA

Nei primi anni novanta, l'Orbital Sciences iniziò ad usare un L-1011-1 convertito chiamato "Stargazer" come piattaforma per il lancio di razzi Pegasus, in grado di immettere un satellite di circa 443 kg in orbita terrestre bassa. Questo esemplare fu impiegato anche nel programma X-34. Questo aereo, matricola N140SC, è l'ultimo nonché l'unico L-1011 in servizio attivo alla data del 27 luglio 2018. È parcheggiato nell'aeroporto del Mojave, in California.

### Impiego militare

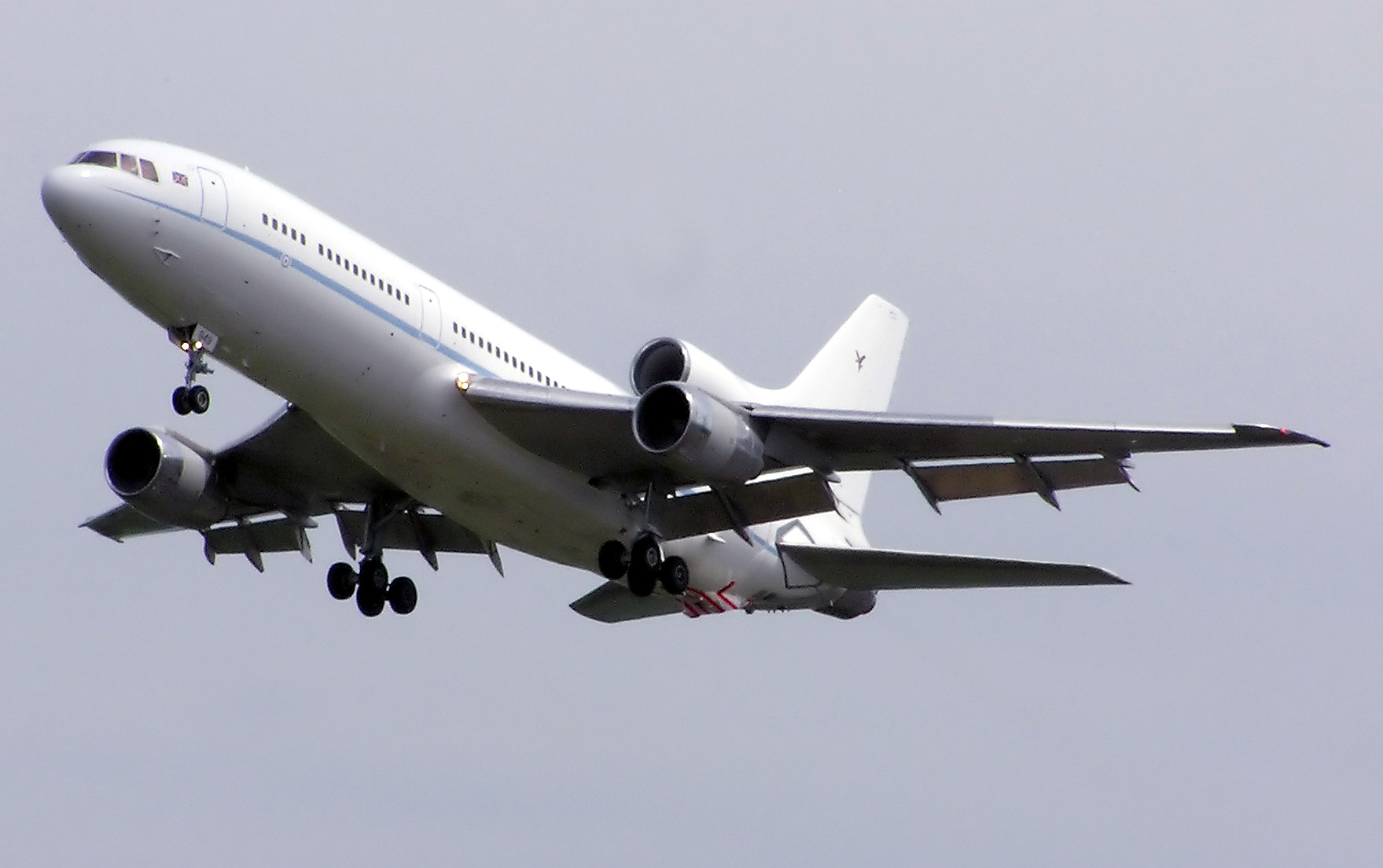
Un TriStar della RAF in atterraggio

Il TriStar è stato impiegato anche in ambito militare come aerocisterna e cargo. La Royal Air Force ne aveva in servizio nove in 4 differenti varianti: sono stati acquistati usati dalla British Airways e dalla Pan Am. Due esemplari erano stati ridesignati TriStar K.MK 1 e venivano usati esclusivamente come aerocisterne; altri quattro invece potevano essere usati come aerocisterna o come cargo; due TriStar C.Mk 2 e l'unico TriStar C. Mk 2A erano invece usati esclusivamente come cargo. Gli Mk 2A differivano dagli Mk 2 perché disponevano di radio e avionica di tipo militare.
La RAF li acquistò subito dopo la guerra delle Falkland per rimediare alla carenza di aerei da trasporto e aerocisterne a lungo raggio.
Vennero impiegati anche in molti conflitti recenti: due TriStar vennero dislocati all'Aeroporto Internazionale di Riad-Re Khalid, vicino a Riad in Arabia Saudita, durante la guerra del Golfo nel 1991; vennero chiamati "Pinky" e "Perky". Durante l'operazione Allied Force, quattro esemplari furono invece dislocati ad Ancona, per essere impiegati come aerocisterne. Si unirono anche ai Vickers VC10 per rifornire in volo gli aerei della US Navy durante le operazioni in Afghanistan. Sono stati impiegati anche nelle recenti operazioni in Iraq.
Sono rimasti in servizio fino alla fine di marzo 2014. L'ultimo volo di uno di questi Tristar militari fu effettuato dal MK1 matricola ZD951. Il L-1011 verrà rimpiazzato dall'Airbus A330 MRTT del programma Future Strategic Tanker Aircraft. Il consorzio Airtanker, guidato dalla EADS, vince il contratto FSTA nel gennaio del 2004; anche se avviato nell'aprile del 2004, ci sono continue voci di corridoio sul precario stato degli accordi. Questa situazione ha spinto il ministero della difesa britannico a un ultimatum, riferito alla EADS, in cui ha chiesto di ridurre il prezzo dell'aereo. A causa dei dubbi su questo programma, la Marshall Aerospace, responsabile della conversione dagli originali TriStar, si è offerta di comprare e riconvertire alcuni dei TriStar civili. Questo darebbe al Regno Unito un necessario aumento delle capacità di trasporto (considerano anche che a breve verranno ritirati anche i VC10) a un prezzo irrisorio rispetto ai 13 miliardi di sterline del programma FSTA.La RAF ha dismesso tutti i suoi L-1011, non è prevista alcun progetto di riconversione,dunque attualmente (2022) sono accantonati a Bruntingthorpe, non è definito il loro futuro,anche se saranno probabilmente demoliti visto il loro cattivo stato di conservazione.
 Algeria
 Giordania
 Arabia Saudita
 Regno Unito
- Royal Air Force

## Incidenti
- il 29 dicembre 1972 il volo Eastern Air Lines 401, precipitò nelle Everglades uccidendo 101 dei 176 tra passeggeri ed equipaggio. L'aereo, immatricolato N310EA,  era un velivolo serie -1 consegnato nuovo alla compagnia aerea solo 5 mesi prima. L'incidente è il soggetto del film The Ghost of Flight 401.
- HZ-AHK, un velivolo serie -200 della Saudia, venne completamente distrutto il 19 agosto 1980 a Riad  a causa di un incendio sviluppatosi nella cabina posteriore dopo un atterraggio di emergenza effettuato durante la seconda tratta del volo 163; 301 persone persero la vita.
- Nell'agosto del 1985 il volo Delta Air Lines 191, effettuato da un velivolo serie -1 immatricolato N726DA, si schiantò in avvicinamento all'Aeroporto internazionale di Dallas-Fort Worth; rimasero uccisi 8 degli 11 membri dell'equipaggio e 128 dei 152 passeggeri a bordo, oltre a una persona a terra.

Altri quattro aerei vennero irrimediabilmente danneggiati mentre erano a terra:
- N31007, un L-1011-1 della TWA, il 19 aprile 1974 prese fuoco mentre era a terra a Boston, danneggiando la parte posteriore della fusoliera;
- Il L-1011-100 4R-ULD della Air Lanka subì un'esplosione durante l'imbarco dei passeggeri a Colombo il 3 maggio del 1986. 14 passeggeri rimasero uccisi;
- D-AERI, un L-1011-1 della LTU, prese fuoco durante lavori di manutenzione all'aeroporto di Düsseldorf nella notte del 28 giugno 1991, senza vittime;
- Un altro TWA, matricola N11002, in decollo dal JFK di New York, il 30 luglio 1992, dopo aver abortito il decollo, atterrò con violenza sulla pista e fu deviato dal comandante a sinistra sul prato, non potendolo fermare entro la fine della pista e la successiva recinzione, e prese fuoco. Sopravvissero tutti.

## Versioni
- L-1011-1: era la prima versione di produzione del TriStar, progettata per le rotte medio-corte. Fu acquistata dalla Air Canada, All Nippon Airways, Cathay Pacific, Eastern e altri operatori che avevano bisogno di un aereo capiente per le rotte regionali.
  - L-1011-50: versione aggiornata della L-1011-1.
- L-1011-100: volò la prima volta nel 1975 ed aveva un nuovo serbatoio di carburante che ne aumentava l'autonomia di circa 1.500 km. Fu impiegato da compagnie che servivano rotte lunghe, come la TWA e la British Caledonian. Inoltre era dotato dei nuovi motori RB.211-22B da 19.051 kg di spinta.
- L-1011-150: sviluppo della L-1011-1.
- L-1011-200: introdotta nel 1976 e simile alla serie -100, montava però i motori Rolls-Royce RB.211-524B da 21.770 kg di spinta che ne miglioravano le prestazioni in condizioni di alta quota ed alte temperature. La Gulf Air li acquistò per rimpiazzare la sua vecchia flotta di VC-10.
  - L-1011-250: versione caratterizzata da ulteriori incrementi di autonomia e di peso.
- L-1011-500: era una versione con un'autonomia ancora maggiore provata nel 1978. La fusoliera era stata accorciata di circa 4,3 metri (ma questo ha impedito l'aggiunta di un nuovo serbatoio di carburante, al prezzo di una leggera riduzione di capacità), il peso massimo al decollo era di circa 225 tonnellate e i motori erano una versione degli RB.211 in grado di erogare 22.680 kg di spinta (la stessa della serie -200). Immesso in servizio nel 1979, la versione -500 venne molto impiegata su rotte internazionali e costituiva la maggior parte della flotta degli L-1011 della Delta e della British Airways. Durante il 1980 gli esemplari di questa versione furono modificati allungando ogni semiala di 1,37 metri, in modo da migliorare il rendimento aeronautico complessivo e di ridurre i consumi: la percentuale di carburante risparmiato era intorno al 3%. Questa modifica comportò anche miglioramenti nel sistema di comandi delle superfici mobili, specialmente degli alettoni. Inoltre alcune componenti furono sostituite con altre costruite in materiali compositi più leggeri: questi miglioramenti erano tesi sempre ad un risparmio di carburante per migliorare i costi operativi del TriStar.

## Nella cultura di massa
- Il film Passenger 57 - Terrore ad alta quota del 1992 era ambientato a bordo del primo TriStar prodotto.
- Il film Contatto finale del 2007 è ambientato per gran parte della durata a bordo di un L-1011 dell'Infinity air.